# 伯纳德·威廉姆斯
伯纳德·亚瑟·欧文·威廉姆斯爵士（英語：Sir Bernard Arthur Owen Williams，1929年9月21日—2003年6月10日），英国道德哲学家，被《泰晤士报》称为“他那个时代中最杰出、最重要的英国道德哲学家”。他的著作包括《个人问题》（Problems of the Self，1973年）、《道德运气》（Moral Luck，1981年）、《伦理学和哲学的边界》（Ethics and the Limits of Philosophy，1985年）、《真理与真诚》（Truth And Truthfulness: An Essay In Genealogy，2002年）等。
作为剑桥大学骑士桥哲学教授（Knightbridge Professor of Philosophy）与加州大学伯克利分校多伊奇哲学教授（Deutsch Professor of Philosophy），威廉姆斯在全球范围内都有着很高的知名度。他最为人所熟知的，是他试图用历史与文化、政治学与心理学、特别是希腊文化来重新调整道德哲学研究的方向。他被称为是“拥有人道主义者灵魂的分析哲学家”，而他则视自己是一个综合者，将不同领域内看似互不相通的概念融合在一起。他反对科学与进化论的还原论思想，并称那些“道德上缺乏想象力”的还原论者是“我真正不喜欢的人”。对于威廉姆斯来说，复杂性是不能还原的，它们是美丽而富有意义的。
他支持女性在学术界中的发展，他从她们当中看到了在分析哲学中所无法理解的一种将理智与情感相互综合的可能性。美国哲学家瑪莎·努斯鲍姆（Martha Nussbaum）称他是“他那一代男人中最为接近女性主义者的”。同时，他也以其犀利的谈吐而著称，牛津大学哲学家吉尔伯特·赖尔有一次评价道，“他比你还清楚你接下来要谈的内容，在你还没有说完整句话前，他就想到了对你的观点所有可能的反对意见，以及对这些所有可能反对意见的所有解答”。

## 生活

### 早年生活与教育
威廉姆斯出生于英国埃塞克斯郡滨海韦斯特克利夫（Westcliff-on-Sea），是一个公务员的独子。他曾就读于奇格威尔学校（Chigwell School），后来到牛津大学贝利奥尔学院学习古典人文科学，并于1951年以罕见的第一级荣誉学位毕业。之后，他加入英国皇家空军服役一年，还曾前往加拿大驾驶喷火战斗机。
之后在纽约休假的途中，他结识了其后来的妻子雪莉（Shirley Williams）。雪莉是政治科学家、哲学家乔治·凯特林（George Catlin）与小说家维拉·布里顿（Vera Brittain）的女儿，当时正在哥伦比亚大学学习。在1951年22岁那年获得牛津大学万灵学院奖学金后，威廉姆斯与雪莉一起回到英国开始从事研究工作。他们于1955年结婚。后来，威廉姆斯被授予了爵位，而雪莉则被授予终身贵族，他们也成为了少数两人都凭自身努力而获得英国贵族称号的夫妻。

### 职业生涯

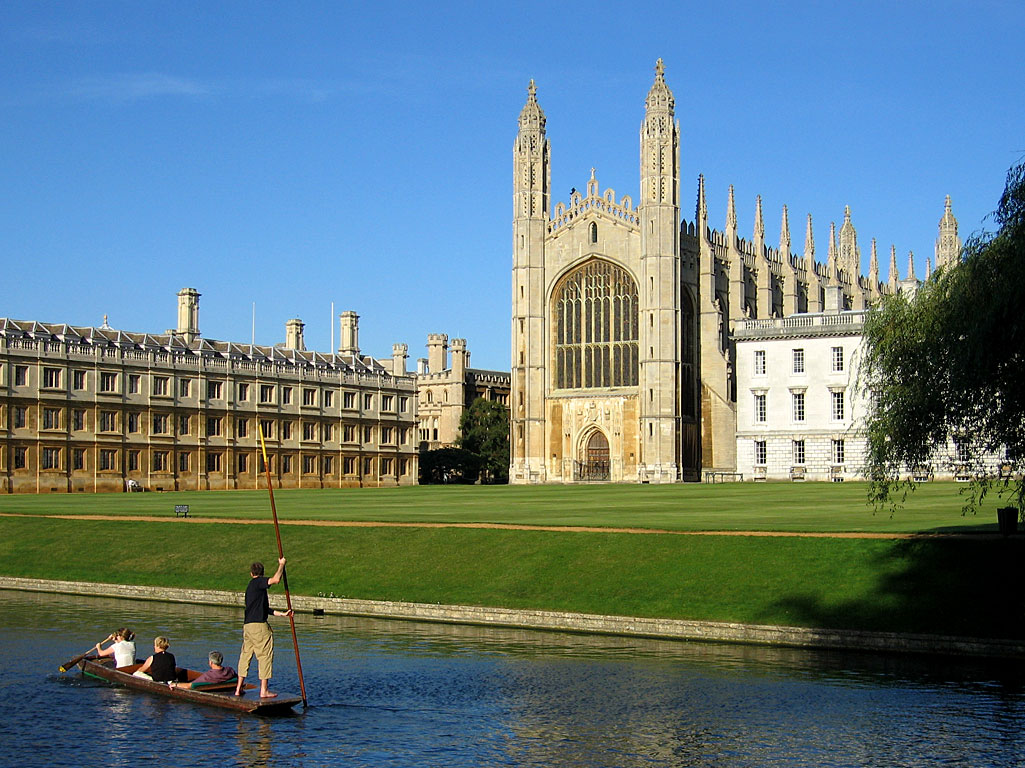
威廉姆斯在剑桥大学度过了近20年时间，其中8年为国王学院院长

为了满足妻子的政治抱负，威廉姆斯离开牛津大学，来到了伦敦大学学院。从1959年开始到1964年为止他都在这里工作，还当选了贝德福德学院（Bedford College）哲学教授。与此同时，他的妻子则是《金融时报》的一名记者。在与妻子17年的婚姻中，他们与文稿代理人希拉里·鲁宾斯坦（Hilary Rubinstein）夫妇同住在肯辛顿的一处大房子中。在这段威廉姆斯称作他一生中最为幸福的时间里，他与妻子育有一个女儿，名为丽贝卡（Rebecca）。然而，妻子政治生涯的不断发展使他们二人聚少离多，个人价值观的不同更是为他们之间的关系蒙上了阴影——威廉姆斯是一个坚定的无神论者，而他的妻子则是一位虔诚的天主教徒。在他与当时还是历史学家昆廷·斯金纳（Quentin Skinner）妻子的帕特丽夏·劳·斯金纳（Patricia Law Skinner）的外遇之后，他们两人的婚姻也走向了终点。1974年两人离婚后，威廉姆斯与斯金纳成婚，并育有两子。雪莉·威廉姆斯曾这样评价他们的婚姻：
……有两件事造成了我们之间的紧张关系。一是我们都过于关注我们自己所从事的工作，导致我们无法有更多的时间在一起；另一点，坦率地说，我自己并不倾向于对别人作出判断，而伯纳德则不同，对于他认为是愚蠢而无法接受的人，他会展现出他的才能极为犀利地贬低这些人。帕特丽夏在这一点上比我更聪明，她不会过问这些事。他有时是很令人苦恼的，他对某些人完全不留情面，只当那些人是死人一般。他就像法官一样，是不会让别人对他下判断的。我受到了基督教思维的影响，他就会说“这些东西完完全全都是虚夸的，没有一点意义”。于是，在关于天主教的问题上我们一直在争吵。
威廉姆斯承认他有时会很顽固。“我在自傲时我通常会那样。在哲学上，那些矫矜总会激怒我，特别是那种科学的矫矜。”1967年，他被任命为剑桥大学骑士桥哲学教授。1979年至1987年间，担任剑桥大学国王学院院长。1988年他离开英国，来到加州大学伯克利分校任多伊奇哲学教授，有人便以此来证明美国学术比起英国更为繁荣，将他的出走称为从英国学术界到美国学术界的“人才外流”。某一次他曾一家英国报纸对说，以他身为一名学者的薪水都很难在伦敦市中心买一套房子。2002年11月，他告诉《卫报》，他很遗憾他的出走变得人尽皆知：“有人曾劝说我，当时的学术条件有着很严重的问题，我的出走能够使这种情况引起大众的注意。结果是这虽然确起到了一点作用，但却显得我脾气很坏，而在我三年后回来时情况变得更无法理解——我与其他人住在一起时感觉同他们难以相处。”
在伯克利期间（1986年至2003年），他曾先后担任过米尔斯教授（Mills Professor，1986年至1988年）、萨瑟古典讲师（Sather Classics Lecturer）和萨瑟教授（Sather Professor，1988年至1989年）以及梦露·多伊奇哲学教授（Monroe Deutsch Professor of Philosophy，1988年至2003年）。同时，他还担任牛津大学道德哲学怀特教授（White's Professor of Moral Philosophy，1990年至1996年），并于1997年再次任职于万灵学院。

### 皇家委员会
在学术工作之外，威廉姆斯还在一些皇家委员会与政府委员会中担任主席。1970年代，他任淫秽与电影审查委员会（Committee on Obscenity and Film Censorship）主席。1979年委员会报告中曾这样写道：“根据对流通作品中那些详尽的性描写以及它们所造成后果的研究表明，色情作品与性犯罪或者谋杀之间完全找不到任何联系。”委员会的这一报告被认为是受到了约翰·斯图亚特·密尔自由思想的影响。而密尔则是威廉姆斯非常崇敬的一位哲学家，他将密尔的伤害原则应用到了委员会的研究之中，认为“没有行为可以被法律所压制，除非这一行为伤害到了其他人”。
威廉姆斯总结到，色情并不能视为是有害的，“色情并没有对社会造成重要的影响……扩大色情造成的问题会掩盖今天我们社会遇到的许多其他问题”。委员会的报告还称，只要让儿童无法接触到色情作品，成人应该被充许自由地去看他们认为适合的色情作品。除了色情之外，他还在有关赌博、滥用药物、私立学校等问题的委员会中任主席。对此他自己曾说，“所有那些主要的恶习都和我有关”。

### 歌剧
从15岁开始威廉姆斯就对歌剧产生了兴趣，他曾在英国国家歌剧院（English National Opera）理事会中任职长达20年。他还为葛洛夫音乐百科全书（Grove Dictionary of Music and Musicians）撰写了“歌剧”条目，而由他的遗孀帕特丽夏为他编辑的论文集《论歌剧》（On Opera）也已于2006年出版。

### 荣誉与逝世
威廉姆斯1999年被授予骑士爵位。他还是英国社会科学院）院士与美国文理科学院荣誉院士。2000年，剑桥大学授予他荣誉文学博士学位。
2003年6月10日，他在罗马度假时去世。之前，他一直患有一种恶性肿瘤——多发性骨髓瘤。在他的妻子帕特丽夏与两个儿子、以及他与前妻的女儿的陪同下，他度过了生命的最后阶段。

## 学术

### 进入道德哲学领域

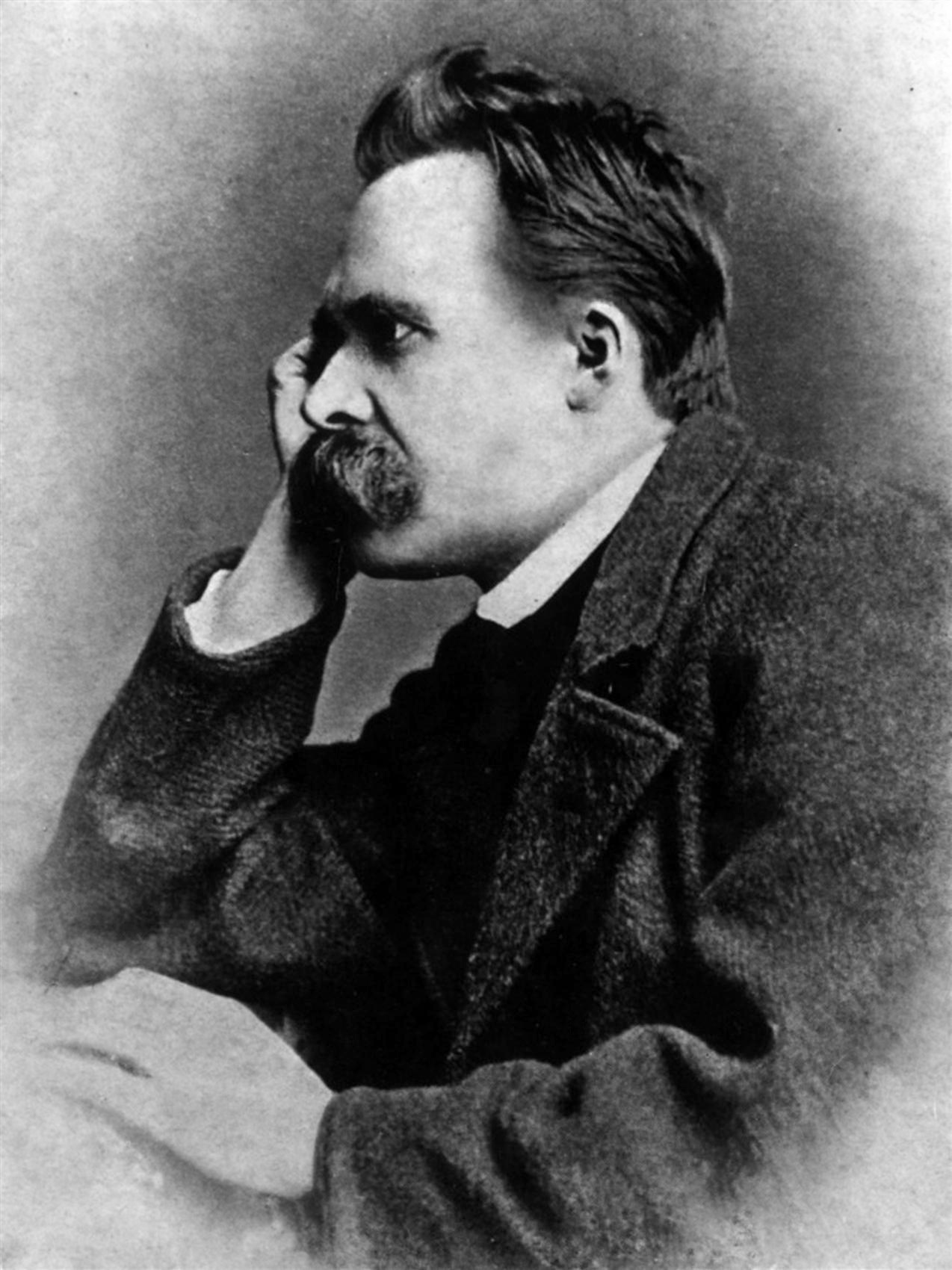
弗里德里希·尼采（1844年-1900年）：威廉姆斯曾说他希望他能每20分钟就引用一次尼采。

在《道德：伦理学导论》（Morality: An Introduction to Ethics，1972年）一书中，他写到“大多数时代的大多数道德哲学都是空洞与无趣的......当代的道德哲学则找到一条新的无趣的道路，那就是不探讨任何的道德话题”。他认为道德哲学的研究应该更生动、更具有吸引力。他希望找到一种可能被心理学、历史学、政治学与文化所解释的道德哲学。在他对道德的批评中，他把道德称为“一种奇特的制度”（a peculiar institution），认为这种意义上的道德就是把道德看成了一种与人类思想其他方面相分离的东西。有人认为他与19世纪德国哲学家弗里德里希·尼采观点相似，不过相对而言尼采则持一种完全反对和抱怨的态度，如他在《瞧！这个人》（Ecce Homo）最后所写的“以一个好人的概念来看，共同原因是由它自身所有软弱的、恶心的、疾病的、痛苦的东西组成的”。尽管威廉姆斯最初认为这位德国哲学家是一个拙劣的还原论者，但后来他变得十分欣赏尼采，有一次甚至说他希望每20分钟就引用一次尼采。
尽管威廉姆斯对还原论的抵触使他看起来是一个道德相对主义者，不过他在《伦理学和哲学的边界》（Ethics and the Limits of Philosophy）一书中将道德概念可以分为了厚概念和薄概念。其中前者包括“勇敢”、“残暴”等包含了描述性信息的概念，他认为关于这些概念的探讨是可以做到客观的。

### 对功利主义的批评
威廉姆斯对于作为一种结果主义理论的功利主义持有完全的批评态度。功利主义的主要观点是认为所有的行为都应该增进最大多数人的最大幸福。他有一个知名的论据用来批评功利主义观点，其中故事的主人公是个名为吉姆（Jim）的植物学家。吉姆到一南美洲国家作研究，而这个国家的统治者是一位残暴的独裁者。有一天，吉姆发现他在小城镇中央广场上遇到了20位被随机抓来的印第安人，他们都被作为反叛者绑了起来。那位抓捕印第安人的队长对吉姆说，如果他杀了其中的一人，那其余的人就会因他是客人而被释放。但如果他不这样做的话，那所有的这些印第安人都将被处死。
对于大多数功利主义理论，这种情况下并不存在道德两难，所有事情都是按结果来判断的。按照简单的情境功利主义来看，吉姆应该杀掉其中的一个人。对此威廉姆斯指出，“一个人被我杀死”和“一个人因为我的缘故而被杀死”两者在道德上有着重要的差别。功利主义者没有看到这其间重要的差别，把人变成了为达到某一结果的一种工具，而忽视了人是道德行为者与决定者的身份。他认为，道德决定必须保持我们的心理身份和完整性。
他主张，我们实际上并不按行为的后果来评价行为。为了解决伦敦的停车问题，功利主义者会赞成向非法停车者威胁开枪的行为。只有一小部分人因此而被击毙，非法停车才会停止，于是按功利主义计算幸福的方法就会使开枪的行为正义化。威廉姆斯认为，任何以结果为依据的理论都应该立即被丢弃，无论那种因结果而正义化行为的辩论看起来有多么合理。作为挽救功利主义的规则功利主义提出，并非是行为、而是规则能够达到最大多数人的最大幸福。但问题是，对于停车的例子而言，如果规则是“任何人都可能会因为一个不当停车的行为而被枪击”，功利主义者便会认为这样会产生巨大的不幸。对威廉姆斯来说，这恰恰证明了他的观点。他认为我们不需要去计算为何威胁枪击是错误的，而是应该反对任何涉及到计算的体系。事实上，我们应反对任何把道德判断转化为某些算法的体系，因为任何的体系化或还原论都不可避免地扭曲其原本的复杂性。

### 对康德主义的批评

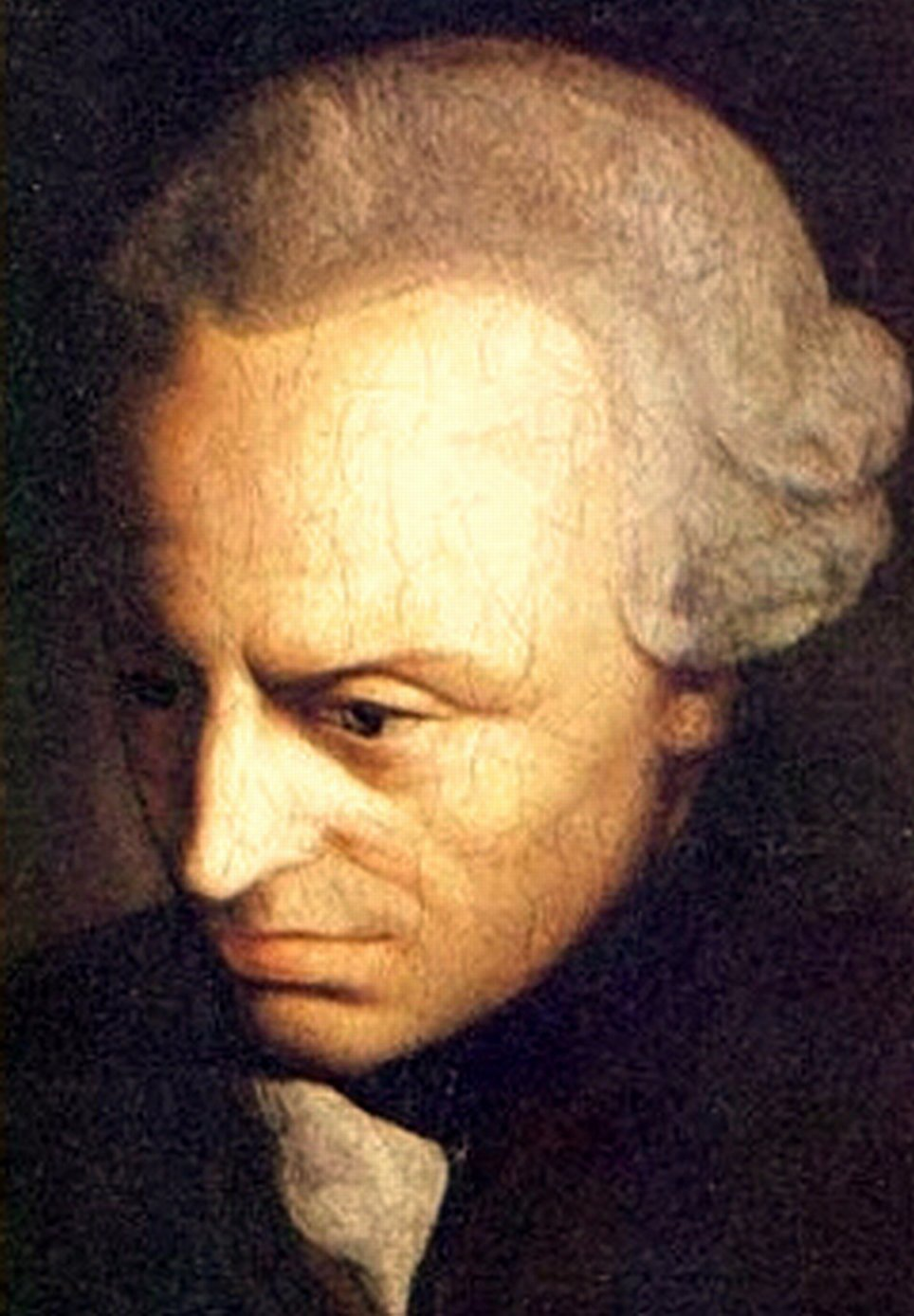
伊曼努尔·康德（1724年-1804年）：威廉姆斯反对康德的道德哲学，他认为道德原则并不应该让我们在行为时就如同是其他人一样。

功利主义的一个主要反对者是18世纪德国哲学家伊曼努尔·康德的道德哲学。威廉姆斯从1970年代到1980年代的作品都在对功利主义和康德主义这两大理论进行批判。马莎·努斯鲍姆曾写到，他的著作“谴责在两个重要理论庇护下英国道德哲学所走的那种琐碎和逃避的道路”。
康德的《实践理性批判》和《道德形而上学原理》（Grundlegung zur Metaphysik der Sitten）提出了一种他称之为定言命令的道德体系，其中提到“要只按照你同时认为也能成为普遍规律的准则去行动”。康德认为这是一种对一切具有自由意志的理性事物都有效的法则。威廉姆斯则在他的论文《人、人格与道德》（Persons, Character and Morality）中反对这种定言命令的说法。他指出道德并不应该要求我们变得无私，就像我们并非我们寻找的自我一样。他认为我们不应该用一个不偏不倚的观点来看世界。我们的价值、承诺与欲望都会影响我们看待世界以及我们行为的方式，它们也确实应该是这样多元化的，否则我们便失去了我们的个性、乃至人性。

### 行为的理由
威廉姆斯坚持道德是关乎人以及人的真实生活的，因而理性利己主义甚至是自私都并不是与道德行为相悖的。这便是他的“行为的内在理由”学说，也即“内在理由与外在理由”争论的一部分。
哲学家们尝试去说明道德规范中有“外在理由”能导致道德行为的履行，也就是说人们能够出于他们内在心智状态之外的理由去行动。而威廉姆斯则认为这是没有意义的。如果某一东西是“行为的理由”，那它一定有某种“吸引力”才能使人们去行动。但是，一种完全外在于我们的东西——例如命题：“X是好的”——怎么能够对我们有“吸引力”呢？有什么机制能使外在于我们的东西能致使我们去行动呢？
威廉姆斯认为这是不可能的。认知并没有吸引力。他写道，知道一件事和感受一件事是不同的，人们开始行为前必须要有内在的感受才行。他提出行动的唯一合理性就是内在理由的合理性，无论这种内在理由是抚育、同侪压力或是其他的欲求。

### 真理
在其最后的著作《真理与真诚》（Truth And Truthfulness: An Essay In Genealogy，2002年）中，威廉姆斯提出了他认为的真理的两个基本价值：准确（accuracy）和诚实（sincerity），并以此来填补对真理的需求同虚无主义之间的深渊。其中他对尼采的继承是显而易见的，特别是将系谱学作为一种解释和批评的工具。尽管这一著作部分的目的是为了攻击那些否定真理价值的论述，但书中还提醒到，简单地作这样的理解便会错失这本书想要表达的其他意思。肯内斯·贝克（Kenneth Baker）写道，这本书是“威廉姆斯对于许多知识分子丢弃真理概念的道德代价的思考”。《卫报》则在威廉姆斯的讣告中写道，这本书是对那些“嘲笑任何真理假设、认为其可笑幼稚、并认为真理无可避免地会被权力、阶级偏见及意识形态所改变”的人的一种挑战。

### 遗作
威廉姆斯还有一些论文、文章和演讲手稿集在其死后才出版，包括谈论政治哲学的《一开始就是行为》（In the Beginning Was the Deed: Realism and Moralism in Political Argument，2005年）、讨论哲学与历史学边界的论文集《对过去的感觉》（The Sense of the Past: Essays in the History of Philosophy，2006年）、谈论形而上学、认识论与伦理学的《作为一门人文科学领域的哲学》（Philosophy as a Humanistic Discipline，2006年）以及《论歌剧》（On Opera，2006年）。

### 影响
威廉姆斯并没有提出任何系统性的哲学理论，实际上，他对于任何这种企图都抱有怀疑。阿兰·托马斯（Alan Thomas）写道，威廉姆斯对于伦理学的贡献是完全的怀疑主义，在《伦理学和哲学的边界》（Ethics and the Limits of Philosophy，1985年）和《羞耻与必然性》（Shame and Necessity，1993年）中他明确指出他怀疑为道德哲学建立一个基础的可能性，并说道德理论永远无法反映生活的复杂性，尤其是现代社会本质上的多元化。乔那桑·里尔（Jonathan Lear）则写道，威廉姆斯想要把人作为自然世界的一部分来理解，道德反省最初的基础必须是个人的观点，即行为的内在理由。威廉姆斯认为，想要超越个人的观点，只能是自欺欺人。
现世人文主义的传统并不诉诸于一种外在的来自上帝的道德权威，他以此抨击了传统道德的基础，即尽管某人不想做善事他有时也会做成善事、同时他没能做成时也应该被指责。蒂莫西·查普尔（Timothy Chappell）写道，如果没有行动的外在理由，就没有相同的道德理由集合能够平等地适用于所有的行为者，因为每一个行为者的理由都与其独特的生活与内在理由相关。万一某人没有任何的内在理由去做其他人看来是正确的事，他就不应该受到指责，因为内在理由是唯一的理由，就如威廉姆斯所说的“指责是将一个没有理由去做正确事的人当作有理由的人来对待。”
查普尔认为，威廉姆斯著作的基本主旨是，你应该学会做你自己、做到真实和诚实，而非去遵守来自外部的道德体系。“如果说我的著作中有一个主题的话，那就是真实性和自我表现，”威廉姆斯于2002年说，“你应该面对真正意义上你内心的感受，并将它们表达出来……也就是清楚地说明内心必然的想法”。他使得道德哲学离开了康德“我的责任是什么”的问题，而回到了对古希腊人“我们应该怎样生活”这一问题的思考。

## 出版物
| 书籍 - 《道德：伦理学导论》（Morality: An Introduction to Ethics）. Cambridge University Press, 1972. - 《个人问题》（Problems of the Self）. Cambridge University Press, 1973. - （与J·J·C·斯马特合著）《功利主义：赞成和反对》（Utilitarianism: For and Against）. Cambridge University Press, 1973. - 《笛卡儿：纯粹探索工程》（Descartes: The Project of Pure Inquiry）. Harvester Press, 1978. 同时由Pelican出版 ISBN 0-14-022006-2 - 《道德运气》（Moral Luck）. Cambridge University Press, 1981. - 《伦理学和哲学的边界》（Ethics and the Limits of Philosophy）. Harvard University Press, 1985. - 《羞耻与必然性》（Shame and Necessity）. University of California Press, 1993. - 《人文学科的意义》（Making Sense of Humanity）. Cambridge University Press, 1995. - 《伟大的哲学家：柏拉图》（The Great Philosophers: Plato）. London: Routledge, 1998. - 《真理与真诚》（Truth and Truthfulness: An Essay in Genealogy）. Princeton University Press, 2002. - 《一开始就是行为》（In the Beginning Was the Deed: Realism and Moralism in Political Argument）, ed. Geoffrey Hawthorn, Princeton University Press, 2005. - 《作为一门人文科学领域的哲学》（Philosophy As A Humanistic Discipline）, ed. A. W. Moore, Princeton University Press, 2006. - 《对过去的感觉》（The Sense Of The Past: Essays In The Philosophy Of History）, ed. Myles Burnyeat, Princeton University Press, 2006. - 《论歌剧》（On Opera）, Yale University Press, 2006. 论文 - 《非基督徒的正义与基督徒的爱》（"Pagan Justice and Christian Love"）, Apeiron 26.3–4, 1993, pp. 195–207. - 《克拉底鲁斯的名称理论与对它的反驳》（"Cratylus's Theory of Names and Its Refutation"）, in Language, ed. Stephen Everson, Cambridge University Press, 1994. - 《卡里加利博士的犯罪意图》（"The Actus Reus of Dr. Caligari"）, Pennsylvania Law Review 142, May 1994. - 《笛卡尔与哲学的历史编纂》（"Descartes and the Historiography of Philosophy"）, in Reason, Will and Sensation: Studies in Descartes's Metaphysics, ed. John Cottingham, Oxford University Press, 1994. - 《像善良的人那样行为》（"Acting as the Virtuous Person Acts"）, in Aristotle and Moral Realism, ed. Robert Heinaman, Westview Press, 1995. | - 《伦理学》（"Ethics"）, in Philosophy: A Guide Through the Subject, ed. A. C. Grayling, Oxford University Press, 1995. - 《身份与身份认同》（"Identity and Identities"）, in Identity: Essays Based on Herbert Spencer Lectures Given in the University of Oxford, ed. Henry Harris, Oxford University Press, 1995. - 《伦理学的真理》（"Truth in Ethics"）, Ratio 8.3, 1995, pp. 227–42. - 《再看当代哲学》（"Contemporary Philosophy: A Second Look"）, in The Blackwell Companion to Philosophy. N. F. Bunnin (ed.), Blackwell, 1996. - 《历史、道德与沉思的测试》（"History, Morality, and the Test of Reflection"）, in The Sources of Normativity. Onora O'Neill (ed.), Cambridge University Press, 1996. - 《理由、价值与劝说理论》（"Reasons, Values and the Theory of Persuasion"）, in Ethics, Rationality and Economic Behavior, ed. Francesco Farina, Frank Hahn and Stafano Vannucci, Oxford University Press, 1996. - 《信任的政治》（"The Politics of Trust"）, in The Geography of Identity, ed. Patricia Yeager, University of Michigan Press, 1996. - 《特拉克斯的女人们：小说、悲观主义与伦理学》（"The Women of Trachis: Fictions, Pessimism, Ethics"）, in The Greeks and Us, R. B. Louden and P. Schollmeier (eds.), Chicago University Press, 1996. - 《容忍：不可能的美德？》（"Toleration: An Impossible Virtue?"） in Toleration: An Exclusive Virtue, ed. David Heyd, Princeton University Press, 1996. - 《真理、政治和自欺》（"Truth, Politics and Self-Deception"）, Social Research 63.3 (Fall 1996). - 《道德责任和政治自由》（"Moral Responsibility and Political Freedom"）, Cambridge Law Journal 56, 1997. - 《斯多葛哲学与情绪》（"Stoic Philosophy and the Emotions: Reply to Richard Sorabji"）, in Aristotle and After, R. Sorabji (ed.), Bulletin of the Institute of Classical Studies Supplement 68, 1997. - 《容忍无法容忍》（"Tolerating the Intolerable"）, in The Politics of Toleration. ed. Susan Mendus, Edinburgh University Press, 1999. - 《作为一门人文科学领域的哲学》（"Philosophy As a Humanistic Discipline"）, Philosophy 75, October 2000, pp. 477–496. - 《理解荷马：文学、历史和理想人类学》（"Understanding Homer: Literature, History and Ideal Anthropology"）, in Being Humans: Anthropological Universality and Particularity in Transdisciplinary Perspectives. Neil Roughley, ed. de Gruyter, 2000. |

## 延伸阅读
- A live chat with Bernard Williams（页面存档备份，存于）, GuardianUnlimited, November 2002.
- Foot, Philippa (1978). "Reasons for Action and Desires", in Raz, Joseph (ed). Practical Reasoning, Oxford University Press.
- McGinn, Colin (2003). Isn't it the truth?（页面存档备份，存于） New York Review of Books, 10 April 2003. (requires subscription)
- Sides, Carl Brock (2004).Williams on Personal Identity（页面存档备份，存于） Brock's Philosophy Page, 1997, retrieved 7 December 2004.
- Sen, Amartya (1989). Ethics and Economics, Blackwell.
- Sen, Amartya; Williams, Bernard; and Ratoff Robinson, William (eds) (1981). Utilitarianism and Beyond, Cambridge University Press.
- Thomas, Alan (ed) (2007). Bernard Williams, (Contemporary Philosophy in Focus), Cambridge University Press.
- Williams, Bernard (2002). Why Philosophy Needs History（页面存档备份，存于） London Review of Books, 17 October 2002. (requires subscription)
- Williams, Bernard and Alex Voorhoeve (2009). 'A Mistrustful Animal: A Conversation with Bernard Williams' in Conversations on Ethics.（页面存档备份，存于） Oxford University Press, 2009. ISBN 978-0-19-921537-9（页面存档备份，存于）

| 學術機關職務       | 學術機關職務                       | 學術機關職務                         |
| ------------------ | ---------------------------------- | ------------------------------------ |
| 前任： 艾德蒙·李区 | 剑桥大学国王学院院长 1979年–1987年 | 繼任： 派崔克·巴特森 Patrick Bateson |